# 賴斯縣 (明尼蘇達州)
賴斯縣（英語：Rice County）是美國明尼蘇達州東南部的一個縣。面積1,337平方公里。根據美國2000年人口普查，共有人口56,665人。縣治法里博 (Faribault)。
成立於1853年3月5日，縣名紀念參議員亨利·M·賴斯 （Henry Mower Rice）。